# Muzeum Sztuki Nowoczesnej i Współczesnej Santanderu i Kantabrii
Muzeum Sztuki Nowoczesnej i Współczesnej Santanderu i Kantabrii (MAS) (hiszp. Museo de Arte Moderno y Contemporáneo de Santander y Cantabria) – muzeum sztuki mieszczące się w Santanderze w regionie Kantabrii.
Muzeum powstało w 1908 roku, do 2011 nosiło nazwę Miejskie Muzeum Sztuk Pięknych w Santanderze (hiszp. Museo Municipal de Bellas Artes de Santander). Muzeum posiada kolekcję malarstwa i rzeźby z XV do XX wieku, ze szkół włoskich, flamandzkich i hiszpańskich – włączając licznych artystów kantabryjskich. Do zbiorów muzeum należą m.in.: Portret Ferdynanda VII pędzla Francisca Goi, zbiór rycin Francisca Goi Tauromachia (1816), obraz olejny Umberto Pettinicchio La muerte del toro (1981) oraz zbiór rycin Suite Vollard Pabla Picassa (1931).